# Dolní Maxov
Dolní Maxov je vesnice, část obce Josefův Důl v okrese Jablonec nad Nisou, po pravé straně údolí říčky Kamenice. Nachází se asi dva kilometry jihovýchodně od Josefova Dolu. Dolní Maxov je také název katastrálního území o rozloze 1,35 km².

## Historie
První písemná zmínka o vesnici pochází z roku 1700.

## Pamětihodnosti
Nad obcí při lesní cestě stojí kaple z 19. století. Je čtvercová a uvnitř má plochý strop.

## Galerie

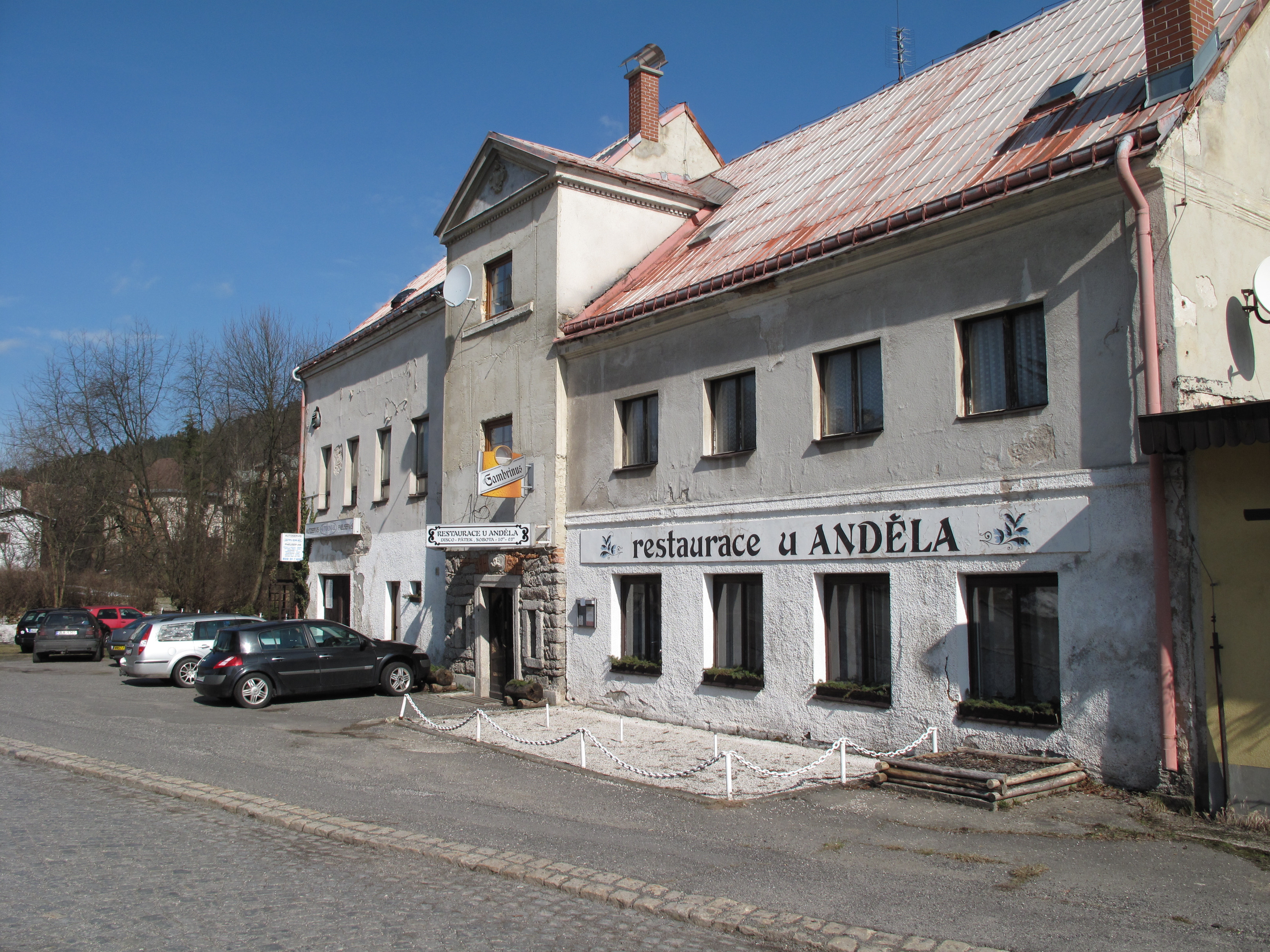
Restaurace U Anděla
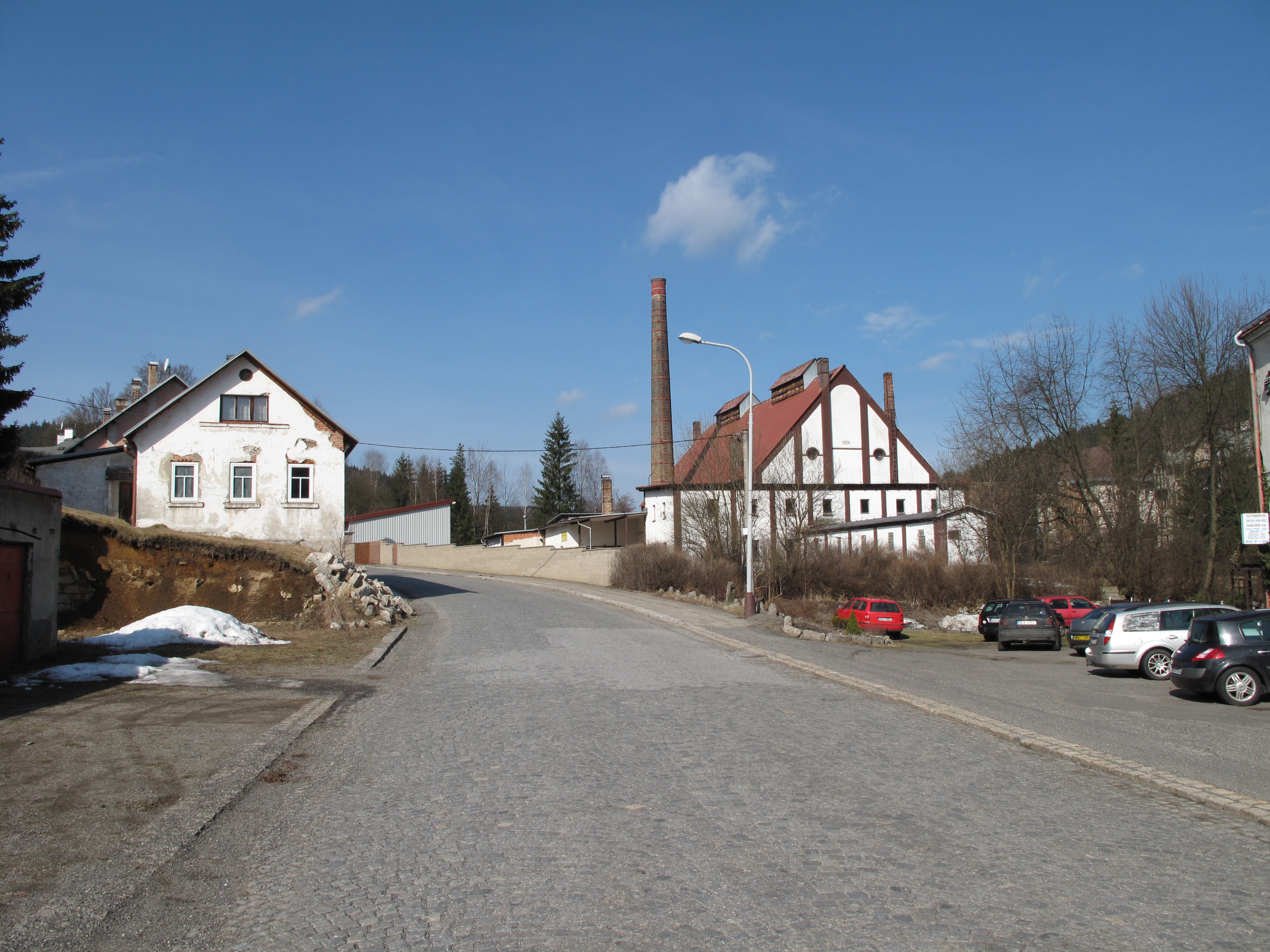
Původní sklárna